# Klub studencki
Klub studencki – klub związany z uczelnią (uniwersytetem, politechniką, akademią), przeznaczony na spotkania środowiskowe oraz wydarzenia inspirowane działalnością studentów i patronującej klubowi uczelni.